# Pomnik Aleksandra Fredry w Krakowie
Pomnik Aleksandra Fredry – pomnik znajdujący się w Krakowie na pl. Świętego Ducha przed budynkiem teatru im. Juliusza Słowackiego. Fundatorem był Konstanty Wołodkowicz, a autorem popiersia Cyprian Godebski. Odsłonięty został 8 listopada 1900 roku. 

## Historia
Fundatorem pomnika Aleksandra Fredry umieszczonego na placu przed teatrem był Konstanty Wołodkowicz. Autorem popiersia z białego marmuru był Cyprian Godebski. Ustawiono je na szarym granitowym postumencie autorstwa Józefa Pokutyńskiego. Pomnik odsłonięto 8 listopada 1900 roku. Z tej okazji w kościele św. Krzyża odbyło się nabożeństwo w którym uczestniczyli przedstawiciel „świata teatralnego i artystycznego całego Krakowa". Po nim dyrektor teatru Kotarbiński złożył przed pomnikiem wieniec. Wieczorem w teatrze odbyło się specjalne fredrowskie przedstawienie. Z tej okazji odegrano Śluby panieńskie i List. Podziękowanie za ufundowanie pomnika przekazał K. Wołodkowiczowi prezydent Krakowa przed posiedzeniem Rady Miejskiej w dniu 9 listopada 1900 roku.
Zimą 1900 roku pomnik wykonany z białego marmuru został zakryty „drewnianą budą”. W marcu 1901 roku Godebski, który odwiedził pomnik podczas pobytu w Krakowie w drodze do Lwowa zapewnił władze miasta, że biały marmur nie zostanie uszkodzony przez śnieg i wziął na siebie pełną odpowiedzialność za jego zniszczenie przez „pobyt na świeżym powietrzu".
W 2017 roku konserwację pomnika przeprowadziła firma Vibud. Na zlecenie Zarządu Zieleni Miejskiej odrestaurowano marmurowe popiersie, cokół z granitu oraz maską teatralną z brązu. Przy pomocy mikropali ustabilizowano pomnik, który odchylił się od pionu. Koszt prac wyniósł 55 tysięcy złotych. 

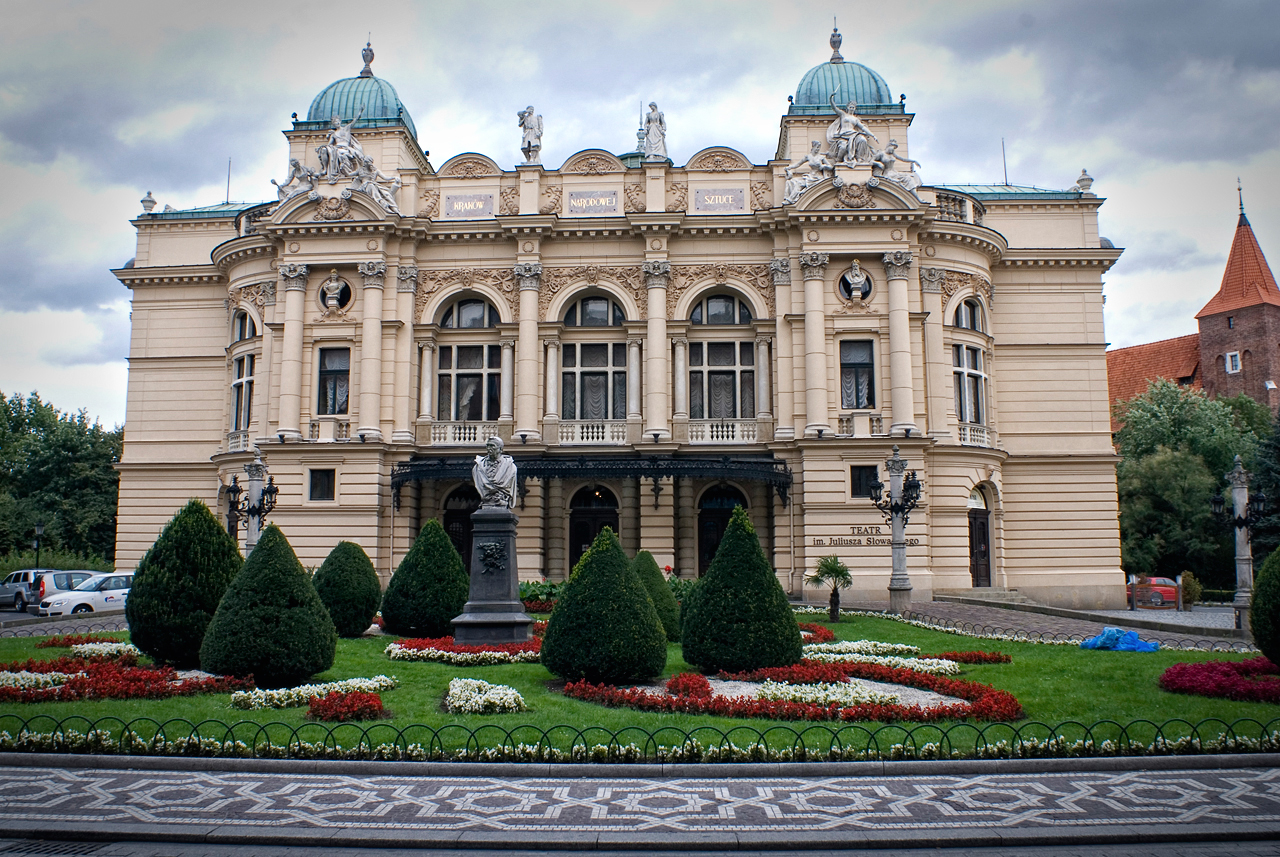
Pomnik przed wejściem głównym do teatru